# خيسوس غوميز (فارس)
خيسوس غوميز (بالإسبانية: Jesús Gómez)‏ هو فارس ‏ مكسيكي، ولد في 14 مايو 1941 في مدينة مكسيكو في المكسيك، وتوفي في 25 نوفمبر 2017.

## وصلات خارجية
- خيسوس غوميز على موقع أوليمبيديا (الإنجليزية)